# Telanaipura (plaats)
Telanaipura is een bestuurslaag in het regentschap Jambi van de provincie Jambi, Indonesië. Telanaipura telt 4265 inwoners (volkstelling 2010).